# Aleksander Cichoń
Aleksander Jan Cichoń (Rzeszów, Polonia, 9 de septiembre de 1958) es un deportista polaco retirado especialista en lucha libre olímpica donde llegó a ser medallista de bronce olímpico en Moscú 1980.

## Carrera deportiva
En los Juegos Olímpicos de 1980 celebrados en Moscú ganó la medalla de bronce en lucha libre olímpica de pesos de hasta 90 kg, tras el luchador soviético Sanasar Oganisyan (oro) y el alemán Uwe Neupert (plata).